# Encyclopaedia Hebraica

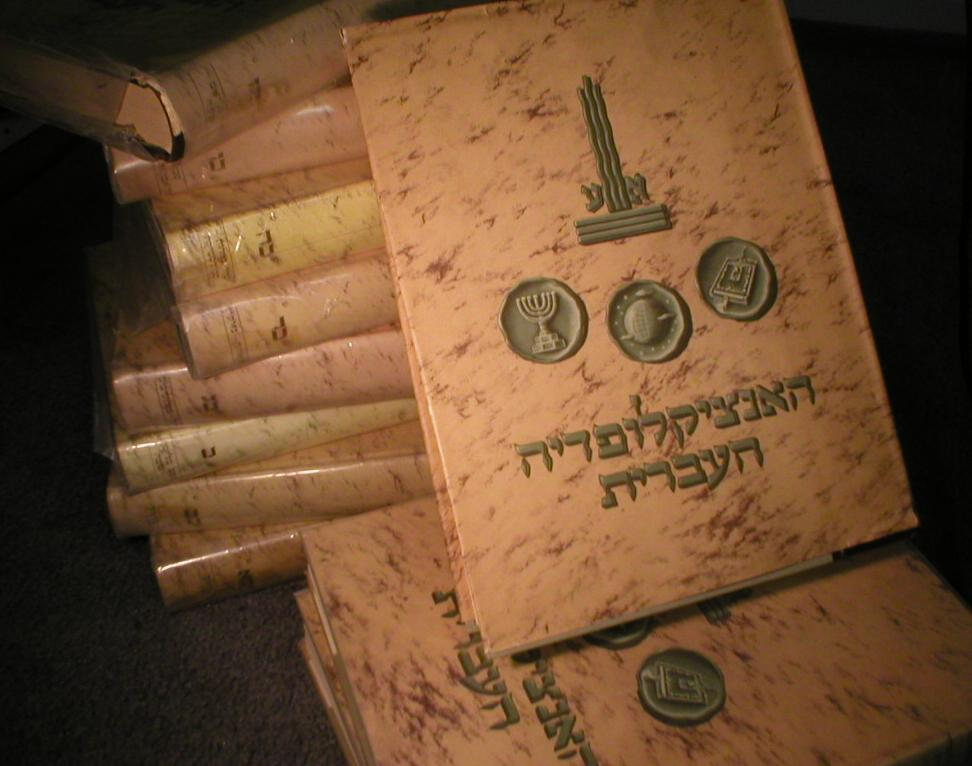
Bücherstapel der Encyclopaedia Hebraica. Die großen hebräischen Buchstaben am unteren Ende des Buchrückens geben die Bandnummer an.

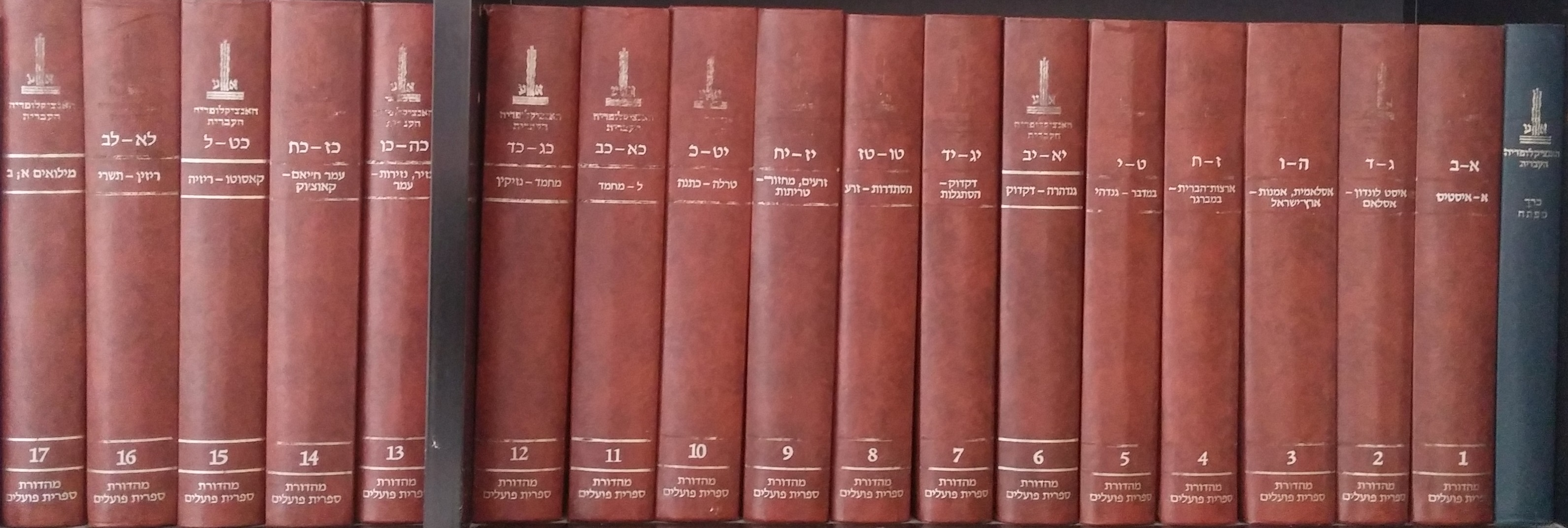
Encyclopaedia Hebraica, Sifrijjat Poʿalim Edition, in konventioneller Reihung

Die Encyclopaedia Hebraica (hebräisch הָאֶנְצִיקְלוֹפֶּדְיָה הָעִבְרִית ha-ʾEnzīqlōpedjah ha-ʿIvrīt, deutsch ‚die Hebräische Enzyklopädie‘) ist eine 32-bändige Enzyklopädie in hebräischer Sprache. Ehrenpräsident des Projekts war der israelische Präsident Chaim Weizmann.

## Entstehungsgeschichte
Die Encyclopaedia Hebraica wurde von der Druckerei von Bracha Pelis unter der Leitung des russisch-israelischen Literaturwissenschaftlers, Historikers und Religionswissenschaftlers Joseph Klausner hergestellt. Die Idee der Encyclopaedia Hebraica nahm im Sommer 1944 materielle Form an. Ein beratender Ausschuss wurde eingerichtet, um die Ziele der Enzyklopädie festzulegen. Zu Beginn wollte man die Brockhaus Enzyklopädie als Vorbild nehmen, entschied sich aber später, den Inhalt ähnlich der Encyclopædia Britannica vorzunehmen. Der Druck des ersten Bandes begann im Sommer 1948 zur Zeit der Gründung des Staates Israel. Der erste Band beginnt mit dem Eintrag zum Buchstaben „Aleph“ (א) und geht bis „Australien“ (אוֹסְטְרַלְיָה Ōsṭraljah). Das erste Foto ist eine Abbildung der Israelischen Unabhängigkeitserklärung. Der letzte Eintrag in Band 32 befasst sich mit dem Monatsnamen Tischri (תִּשְׁרֵי). Zunächst waren nur 16 Bände geplant, jedoch weitete sich bis zur Fertigstellung im Jahre 1980 der Umfang auf 32 Bände aus, gefolgt von weiteren Aktualisierungen, bis 1996 der 38. Band erschien. Mehr als 2500 Schriftsteller waren an der Erstellung der Enzyklopädie beteiligt, darunter die führenden israelischen Wissenschaftler und fünfzehn Nobelpreisträger. Die Rechte gingen 1997 an Racheli Edelman von den Schocken Publishers über, die eine Neuauflage planten.

## Inhalt
Die Enzyklopädie deckt alle allgemeinen Themen ab, aber der Schwerpunkt liegt auf jüdisch-israelischen Themen, insbesondere in Artikeln, die sich mit Judentum, Juden und Israel befassen. In der Enzyklopädie wurde darauf geachtet, in jedem biografischen Artikel das Jüdische der Person hervorzuheben, sogar wenn das Judentum im Leben der Person, die in die Enzyklopädie aufgenommen worden ist, keine Bedeutung hatte. Die Verfasser der Enzyklopädie haben ihre jüdisch-nationalistisch-politischen Ansichten nicht verborgen. Daher rechtfertigte zunächst das Königreich Jordanien keinen Eintrag, da die Enzyklopädie ihn nicht als Staat anerkannte. Es wurde erst später in die Enzyklopädie aufgenommen.